# Jennie Fletcher
Jennie Fletcher (* 19. März 1890 in Belgrave, Leicester; † 17. Januar 1968 in Teeswater, Ontario, Kanada) war eine britische Freistilschwimmerin, olympische Goldmedaillengewinnerin und ehemalige Weltrekordhalterin.

## Leben
Fletcher wuchs in einer Großfamilie mit zehn weiteren Geschwistern auf. Sie betrieb den Schwimmsport neben einer zwölfstündigen Arbeitsschicht an sechs Tagen die Woche in einer Bekleidungsfabrik.
1905 stellte sie einen neuen Weltrekord über 100 Yards Freistil auf, der sieben Jahre lang Bestand hatte und elf Mal von ihr verbessert wurde.
Von 1906 bis 1912 war sie nationale 100-Yards-Freistilmeisterin.

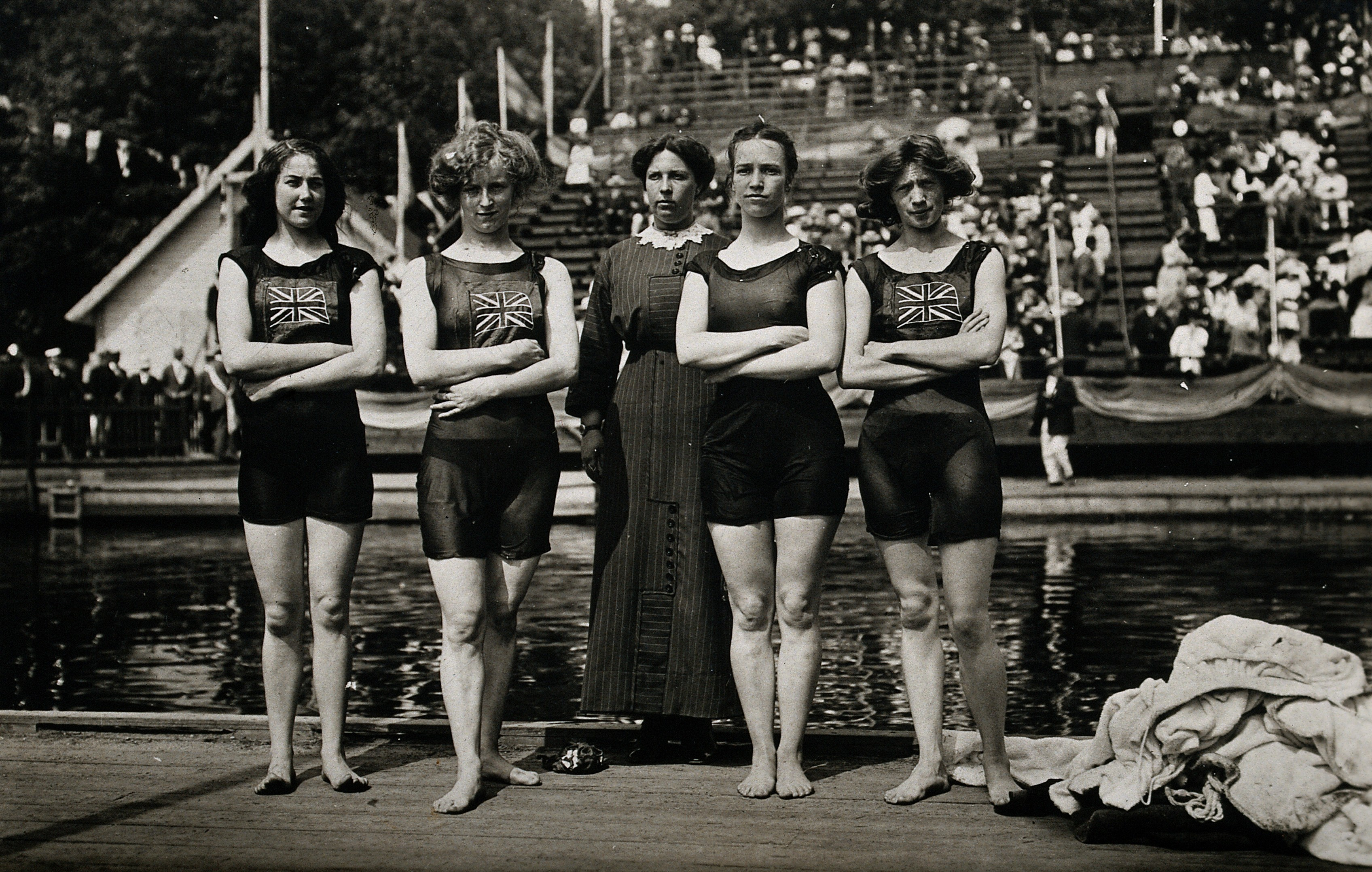
Die siegreiche britische 4-mal-100-Meter-Freistilstaffel.
Von links nach rechts: Isabella Moore, Jennie Fletcher, Betreuerin Clara Jarvis, Annie Speirs und Irene Steer.

1908 wurde sie für die Olympischen Spiele ausgewählt. Die Schwimmveranstaltungen für Frauen wurden jedoch aufgrund einer zu geringen Zahl an Teilnehmerinnen abgesagt. Bei den Olympischen Sommerspielen 1912 gewann sie im Einzelwettbewerb über 100 Meter Freistil eine Bronzemedaille. Somit ist Jennie Fletcher die erste Britin, die im Schwimmen eine olympische Medaille gewann. Drei Tage später gewann sie mit der 4-mal-100-Meter-Freistilstaffel die Goldmedaille.
Sie beendete 1913 ihre Wettkampfkarriere und gab in ihrer Heimatstadt Leicester Schwimmunterricht. 1917 heiratete sie, nahm den Namen Hyslop an und wanderte nach Kanada aus, wo sie Mutter von einer Tochter und fünf Söhnen wurde.
1971 wurde sie in die International Swimming Hall of Fame aufgenommen.